# Atolón Johnston
El Atolón Johnston (en inglés: Johnston Atoll y alternativamente Isla Kalama) es uno de los catorce territorios no incorporados de los Estados Unidos de América, Posee una superficie aproximada de 2,67 kilómetros cuadrados.

## Historia
El primer registro occidental del atolón data del 2 de septiembre de 1796, cuando el bergantín estadounidense Sally, con base en Boston, embarrancó accidentalmente en un banco de arena cerca de las islas. El capitán del barco, Joseph Pierpont, publicó su experiencia en varios periódicos de Estados Unidos al año siguiente dando una posición exacta de Johnston y la isla Sand junto con parte del arrecife. Sin embargo, no nombró ni reclamó la zona, que las tribus locales denominaban "iwi poʻo mokupuni". Las islas no fueron nombradas oficialmente hasta que el capitán Charles J. Johnston del buque de la Marina Real HMS Cornwallis las divisó el 14 de diciembre de 1807. El diario del barco registró: "el 14 [diciembre de 1808] se hizo un nuevo descubrimiento, a saber, dos islas muy bajas, en lat. 16º 52' N. long. 190º 26' E., con un peligroso arrecife al este de ellas, y que no superaban las cuatro millas de extensión".
La Ley de las Islas del Guano, promulgada el 18 de agosto de 1856, era una legislación federal aprobada por el Congreso de los Estados Unidos que permitía a los ciudadanos de los Estados Unidos tomar posesión de las islas que contenían depósitos de guano. En 1858, William Parker y R. F. Ryan fletaron la goleta Palestine específicamente para encontrar el atolón de Johnston. Localizaron guano en el atolón en marzo de 1858 y procedieron a reclamar la isla. En 1858, el atolón Johnston fue reclamado tanto por los Estados Unidos como por el Reino de Hawái. En junio de 1858, Samuel Allen, navegando en el Kalama, derribó la bandera estadounidense e izó la hawaiana, rebautizando el atolón como Kalama. La isla más grande fue rebautizada como Isla Kalama, y la cercana isla más pequeña se llamó Cornwallis.
Al regresar el 27 de julio de 1858, el Capitán de la Palestine volvió a izar la bandera estadounidense y trató de adquirir la isla en nombre de los Estados Unidos. El mismo día, el atolón fue declarado parte del dominio del Rey Kamehameha IV. En esta visita, sin embargo, la Palestine dejó a dos tripulantes en la isla para recoger fosfato. Mientras la Palestine estaba en el atolón y estos dos hombres seguían en la isla, una proclamación del 27 de julio de 1858 de Kamehameha IV declaraba la anexión de esta isla a Hawái, afirmando que estaba "abandonada y en ruinas". Sin embargo, más tarde ese mismo año el Rey Kamehameha revocó el contrato de arrendamiento concedido a Samuel Allen cuando el Rey se enteró de que el atolón había sido reclamado previamente por los Estados Unidos, lo que no impidió que el Territorio Hawaiano hiciera uso del atolón o afirmara su propiedad.

### Historia reciente
El 9 de diciembre de 2007, el Servicio de Guardacostas de los Estados Unidos barrió de escombros la pista de aterrizaje de la isla Johnston y la utilizó para retirar y rescatar a un pescador taiwanés enfermo en Oahu (Hawái). El pescador fue transferido del buque pesquero taiwanés Sheng Yi Tsai No. 166 a la embarcación de boyas de la Guardia Costera Kukui el 6 de diciembre de 2007. El pescador fue transportado a la isla y luego recogido por un avión de rescate HC-130 Hercules del Servicio de Guardacostas en Kodiak, Alaska.
La antigua base existente se cerró pero el atolón ha sido visitado por muchas embarcaciones que cruzan el Pacífico, ya que el territorio casi desierto tiene un fuerte atractivo debido a las actividades que se realizaban allí. Los visitantes han escrito blogs sobre sus visitas en el atolón, o han publicado fotos y videos de sus visitas.
En 2010, un equipo de investigación de Pesca y Vida Silvestre identificó un enjambre de hormigas Anoplolepis que había invadido la isla. Las hormigas locas son particularmente destructivas para la vida silvestre nativa, y necesitaban ser erradicadas. El proyecto "Crazy Ant Strike Team" fue dirigido por el Servicio de Pesca y Vida Silvestre de los Estados Unidos, que logró una reducción del 99 % en el número de hormigas para el año 2013 y que continúa trabajando para lograr la erradicación total de la especie del atolón. El equipo acampó en un búnker que antes se utilizaba como refugio y oficina de lucha contra las hormigas.

## Geografía
Su territorio mide 2,67 km² aproximadamente y se encuentra ubicado en el océano Pacífico Norte, a un tercio de distancia entre Hawái y las islas Marshall. Johnston y la isla Sand son islas naturales, que han crecido por la sedimentación del coral. La isla de Akau (Norte) y la de Hikina (Este) son islas artificiales formadas con sedimentos de coral.
| Isla                 | Área en 1942 (ha) | Área final en 1964 (ha) |
| -------------------- | ----------------- | ----------------------- |
| Isla Johnston        | 19                | 241                     |
| Isla Sand            | 4                 | 9                       |
| Isla Norte (Akau)    | -                 | 10                      |
| Isla Este (Hikina)   | -                 | 7                       |
| Área terrestre Total | 23                | 267                     |
| Atolón Johnston      | 13,000            | 13,000                  |

Se encuentra a:

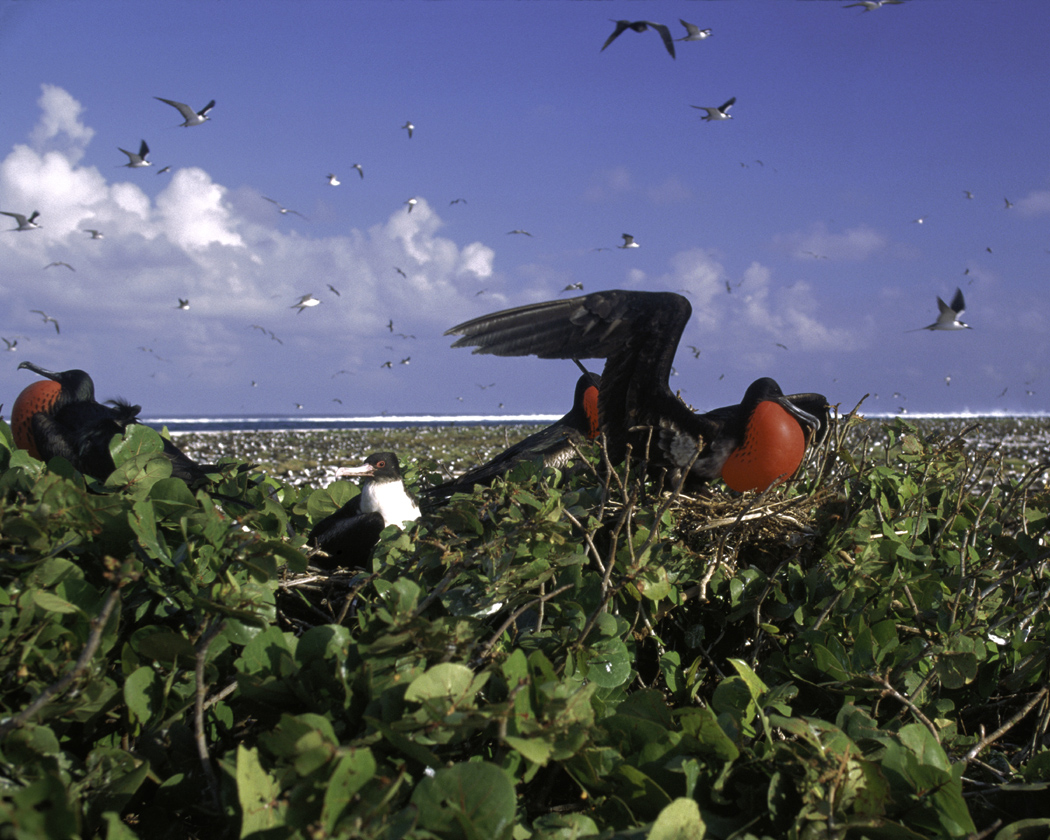
Aves en el Atolón Johnston

- 1328 km al suroeste de la ciudad de Honolulu (capital de las islas Hawái)[1]
- 5173 km al sur de la ciudad de Anchorage (ciudad más grande de Alaska).
- 5413 km al sureste de la ciudad de Tokio (capital de Japón).
- 7424 km al oeste de la ciudad de Acapulco (México).

### Clima
El clima es tropical pero generalmente seco. Vientos consistentes del noreste dan una pequeña variación en la temperatura. Con la elevación máxima de 5 metros en Summit Peak, las islas contienen poca vegetación en un terreno plano y no hay fuentes de agua.

### Vida silvestre
Se han registrado unas 300 especies de peces en los arrecifes y las aguas costeras del atolón. También es visitado por las tortugas verdes y las focas monje de Hawái. Entre las especies de aves marinas que se registran como reproductoras en el atolón se encuentran el petrel de Bulwer, la pardela de cola cuneiforme, la pardela navideña, el pájaro tropical de cola blanca, el pájaro tropical de cola roja, el piquero marrón, el piquero de patas rojas, el piquero enmascarado, la gran fragata, el charrán de anteojos, el charrán de hollín, el noddy marrón, el noddy negro y el charrán blanco. Es visitado por aves playeras migratorias, entre ellas el chorlito dorado del Pacífico, el chorlito errante, el zarapito de muslos erizados, el zarapito de piedra rojiza y el chorlito de arena. Se ha sugerido la posibilidad de que las ballenas jorobadas utilizan las aguas como lugar de reproducción, aunque en pequeñas cantidades y de forma irregular hasta ahora. Muchos otros cetáceos posiblemente migran por la zona, pero la especie que se ha confirmado más notablemente es la ballena picuda de Cuvier.

## Demografía
El atolón de Johnston nunca ha tenido ningún habitante nativo, aunque durante la última parte del siglo XX, hubo un promedio de unos 300 militares estadounidenses y 1000 contratistas civiles presentes en un momento dado.
El principal medio de transporte a esta isla era el aeropuerto que tenía una pista militar pavimentada o alternativamente por barco a través de un muelle y un canal de barco a través del sistema de arrecifes de coral del atolón. Las islas estaban cableadas con 13 líneas telefónicas comerciales de salida y 10 de entrada, un cable submarino de 60 canales, 22 circuitos DSN por satélite, un Autodin con terminal remoto estándar, un conmutador telefónico digital, el sistema de radio afiliado a los militares (estación MARS), una radio aire-tierra de UHF/VHF y un enlace con el satélite de la Red de Telecomunicaciones Consolidadas del Pacífico (PCTN). Los operadores de radioaficionados transmitían ocasionalmente desde la isla, utilizando el prefijo del distintivo de llamada KH3. La «United States Undersea Cable Corporation» obtuvo contratos para tender un cable submarino en el Pacífico. En 1966 se tendió un cable conocido como "Wet Wash C" entre Makua, Oahu, Hawái y la base aérea de la isla Johnston. El USNS Neptune estudió la ruta y tendió 769 millas náuticas de cable y 45 repetidores. Estos cables fueron fabricados por la Simplex Wire and Cable Company y los repetidores fueron suministrados por Felten y Guilleaume. En 1993 se añadió una estación terrestre de comunicaciones por satélite para aumentar la capacidad de comunicaciones del atolón.

Mapa de la Extensión artificial del atolón

No se emitieron placas oficiales para su uso en el atolón de Johnston. Los vehículos del gobierno de los Estados Unidos tenían matrículas del gobierno de los Estados Unidos y los vehículos privados conservaban las matrículas con las que estaban registrados. Según reputados coleccionistas de matrículas, se crearon varias "matrículas del atolón de Johnston" como souvenirs, e incluso se han vendido en línea a coleccionistas, pero no se emitieron oficialmente.

### Economía
La actividad económica del atolón de Johnston se limitaba a prestar servicios al personal militar y de contratistas estadounidenses que residían en la isla. La isla se reabastecía regularmente por barco o barcaza, y todos los productos alimenticios y manufacturados eran importados. La base contaba con seis generadores eléctricos de 2,5 megavatios (MW) que utilizaban motores diésel. La pista también estaba a disposición de las aerolíneas comerciales para aterrizajes de emergencia (un hecho bastante común), y durante muchos años fue una parada regular del servicio "island hopper" de la aerolínea Micronesia Continental entre Hawái y las Islas Marshall.

## Gobierno y Política
Johnston es un territorio no incorporado de los Estados Unidos, con una población de 1100 militares, administrado desde Washington D. C. por el Servicio de Pesca y Vida Silvestre del Departamento del Interior de los Estados Unidos, como parte del sistema del Refugio Nacional de Vida Silvestre.
La defensa del atolón es controlada por el ejército de los Estados Unidos.